# Jevgeni Loekjanenko
Jevgeni Joerjevitsj Loekjanenko (Russisch: Евгений Юрьевич Лукьяненко) (Slavjansk aan de Koeban, Kraj Krasnodar, 23 januari 1985) is een Russische polsstokhoogspringer. Sinds 2007 behoort hij tot de wereldtop in deze discipline. Hij nam tweemaal deel aan de Olympische Spelen.

## Loopbaan
Zijn beste prestatie behaalde Loekjanenko in 2008 door op de wereldindoorkampioenschappen in het Spaanse Valencia het goud te veroveren. Met een persoonlijk record van 5,90 m bleef hij de Amerikaan Brad Walker (zilver; 5,85) en de Australiër Steven Hooker (brons; 5,80) voor. Eerder werd hij zevende op de wereldkampioenschappen van 2007 in Osaka.
Op de Olympische Spelen van 2008 in Peking behaalde Loekjanenko met een beste poging van 5,85 een zilveren medaille bij het polsstokhoogspringen. De wedstrijd werd met overmacht gewonnen door Australiër Steven Hooker, die over 5,96 heen wist te springen. Eerder dat jaar drong hij door tot de prestigieuze zesmeter-club door op 1 juli 2008 in Bydgoszcz over 6,01 te springen.
In 2012 nam hij deel aan de Olympische Spelen in Londen. Met 5,60 in de kwalificatieronde plaatse hij zich voor de finale. Daarin eindigde hij met een beste poging van 5,75 op een gedeelde vijfde plaats. De wedstrijd werd gewonnen door de Fransman Renaud Lavillenie met een beste poging van 5,97, wat tevens een verbetering van het olympisch record was.
Loekjanenko is aangesloten bij Yunost Rossii en Krasnodar.

## Titels
- Wereldindoorkampioen polsstokhoogspringen - 2008
- Russisch kampioen polsstokhoogspringen - 2011
- Russisch indoorkampioen polsstokhoogspringen - 2008

## Persoonlijke records
| Onderdeel                      | Prestatie | Datum        | Plaats    |
| ------------------------------ | --------- | ------------ | --------- |
| polsstokhoogspringen (outdoor) | 6,01 m    | 1 juli 2008  | Bydgoszcz |
| polsstokhoogspringen (indoor)  | 5,90 m    | 9 maart 2008 | Valencia  |

## Prestaties

### polsstokhoogspringen
Kampioenschappen
- 2007:  Russische kamp. - 5,70 m
- 2007: 6e WK - 5,81 m
- 2008:  Russische indoorkamp. - 5,75 m
- 2008:  WK indoor - 5,90 m
- 2008:  OS - 5,85 m
- 2008: 4e Wereldatletiekfinale - 5,60 m
- 2011:  Russische kamp. - 5,72 m
- 2011: 9e in kwal. WK - 5,50 m
- 2012: 5e OS - 5,75 m
- 2013: 6e Russische kamp. - 5,20 m

Golden League-podiumplekken
- 2008:  ISTAF – 5,85 m